# Billón
En la escala numérica larga utilizada tradicionalmente en español, y en la mayoría de los países de Europa continental[cita requerida], un billón equivale a 1012, esto es, un millón de millones.
En el Sistema Internacional de Unidades se representa con el prefijo «tera».
| {\displaystyle un\;bill{\acute {o}}n=10^{12}} {\displaystyle un\;bill{\acute {o}}n=(1\,000\,000)^{2}} {\displaystyle un\;bill{\acute {o}}n=1\,000\,000\,000\,000} |

## El «billion» anglosajón
En el siglo XVII una corriente de matemáticos adoptó la denominación de billion (o su equivalente en otros idiomas) para mil millones (109 o 1 000 000 000), número que los hablantes de otros idiomas llamaban millardo (milliard) (ver escala numérica corta).
Este significado se ha mantenido en el inglés estadounidense, el portugués brasileño, el griego y el turco, entre otros idiomas. Cabe destacar que el inglés británico tardó más tiempo en aceptar el significado de mil millones por billion; sin embargo, a fines de la Segunda Guerra Mundial ya entraba en el dialecto europeo del inglés, y en 1974, el gobierno británico oficialmente declaró que representaba el número 109, pasando, por lo tanto, a coincidir con la histórica acepción estadounidense de esa palabra.
Vale aclarar, entonces, que el número billón (en castellano), al que se hace referencia en la entrada original, equivale, en el léxico anglosajón, a la cifra denominada como trillion (en inglés).
Billón (1012) es igual a trillion (1012). O bien, billón equivale en números a: 1 000 000 000 000, al igual que trillion, que también equivale a 1 000 000 000 000.

## Errores frecuentes de traducción
Debido a lo explicado se suelen cometer errores al traducir artículos del inglés a otros idiomas. Incluso los propios británicos pueden llegar a desconocer si en un texto antiguo en inglés billion se refiere a «mil millones» o a un «millón de millones», ya que ambos usos coexistieron hasta hace poco. No obstante, con el paso de los años —y debido en gran medida a la creciente influencia estadounidense— el primero se ha vuelto bastante dominante en el Reino Unido, frente a la franca decadencia del segundo, hasta el punto de considerarse oficial en 1974.
Un análogo error suele surgir cuando se traduce el número trillion. Por ejemplo, el PIB de los Estados Unidos, que en inglés es de unos sixteen trillion US dollars, corresponde a 16 billones de dólares (y no a 16 trillones) en español, francés, italiano, sueco y otros idiomas (aunque, por supuesto, ambas denominaciones se refieren exactamente a la misma cifra, 16·1012).
En 1995, a instancias del expresidente venezolano Rafael Caldera en su condición de miembro de la Academia, la Real Academia Española decidió crear la palabra «millardo» con el significado de "mil millones", similar a la ya existente en francés e italiano, para así intentar facilitar la traducción de la palabra billion encontrada en los libros y obras escritos en inglés estadounidense. No obstante, el término «millardo» no suele ser muy usado en Hispanoamérica, a excepción de la propia Venezuela. La Academia ha mencionado en el Diccionario panhispánico de dudas que el término «billón» es ambiguo en Puerto Rico, aunque no debería ser así y se considera un barbarismo, debido a su estado actual de asociación con los Estados Unidos.

### Billones y «billonarios»
Como se mencionó anteriormente, si billion se traduce por «mil millones», análogamente billionaire debería traducirse como «mil millonario», «milmillonario», «millardario» o, en forma menos precisa, «multimillonario».
De hecho, la palabra «billonario» es un claro error de traducción.
William Bill Henry Gates III (nacido en 1955), uno de los cofundadores de la empresa informática Microsoft Corporation, alcanzó a acumular, a fines de la década de 1990, una fortuna personal de unos 90 000 millones de dólares (es decir, unos 0,09 billones). Por su parte, según el Libro Guinness de récords mundiales, el magnate petrolero John Davison Rockefeller (1839-1937) llegaría a tener activos del orden de los 663 000 millones de dólares (0,66 billones), actualizados a valores presentes.